# 広域圏
広域圏（こういきけん）とは、緊急警報放送において警報を発する地域の内、複数の都府県にまたがる地域のことである。

## 概要
緊急警報放送における緊急警報信号の受信地域は、総務省令無線局運用規則第138条の3で全国、広域及び県域の三種類に区分している。
すなわち、緊急警報の種類に応じて日本全国、複数の都府県、一都道府県のみに放送することができる。
この複数の都府県の具体的な範囲を広域圏と呼び、総務省告示に規定するものとしている。

## 一覧
1. 関東広域圏　東京都、神奈川県、埼玉県、千葉県、群馬県、栃木県及び茨城県の区域を併せた地域
2. 中京広域圏　愛知県、岐阜県及び三重県の区域を併せた地域
3. 近畿広域圏　大阪府、京都府、兵庫県、奈良県、和歌山県及び滋賀県の区域を併せた地域
4. 島根・鳥取圏　島根県及び鳥取県の区域を併せた地域
5. 岡山・香川圏　岡山県及び香川県の区域を併せた地域

参考 1から3の広域圏は総務省告示基幹放送普及計画第3基幹放送の区分ごとの放送対象地域及び放送対象地域ごとの放送系の数の目標 1総則（1）に規定するものと同じである。